# 4746 Doi
A 4746 Doi (ideiglenes jelöléssel 1989 TP1) egy kisbolygó a Naprendszerben. Takahasi Acusi és  Vatanabe Kazuró fedezte fel 1989. október 9-én.